# 神奈川県立秦野戸川公園
神奈川県立秦野戸川公園（かながわけんりつはだのとかわこうえん）は、神奈川県秦野市ある都市公園（広域公園）である。広さは36.1ヘクタール。表丹沢登山の玄関口としても利用され、年間観光客数は52.3万人（2023年）と秦野市内の主要観光地の中で首位。

## 概要
1992年（平成4年）1月17日に50.7haの面積で都市計画決定され、1997年（平成9年）7月13日に12.0haが一部開園し、2011年（平成23年）時点で36.1haが開設済みである。神奈川県より指定管理者として指定を受けた神奈川県公園協会・小田急電鉄共同事業体が管理する。
表丹沢の山と秦野盆地に囲まれ、公園の中心には、丹沢の山から湧き出す水無川が流れている。
1998年（平成10年）第53回国民体育大会「かながわ・ゆめ国体」秋季大会で山岳競技の会場となった。

## 第61回全国植樹祭
2010年（平成22年）5月23日、第61回全国植樹祭が南足柄市の足柄森林公園丸太の森（南足柄会場）と秦野戸川公園（秦野会場）で実施された。式典会場は現在の多目的グラウンドA。天皇・皇后（現在の上皇・上皇后）は式典・植樹会場となった南足柄会場で手植えをし、秦野会場では手播きを行った。
全国植樹祭が神奈川県で実施されるのは初めてで、この植樹祭の開催をもって全都道府県で1回以上実施されたことになった。全国植樹祭の前身である愛林日植樹行事を含めると1949年（昭和24年）に神奈川県箱根町で実施して以来となる。

## 主な施設
- 自然観察の森
- 観察池
- 神奈川県立山岳スポーツセンター
- 山里庭園
- 風の吊り橋 - 高さ55メートル、長さ267メートルの歩行者専用吊り橋[8]
- 茶室・おおすみ山居 - 西翁院の澱看席を擬した茶室
- 川遊びゾーン
- バーベキュー場
- 子どもの広場
- グラウンド
- 少年野球場
- 小さな庭の見本園
- 農体験場
- パークセンター
- 神奈川県立秦野ビジターセンター
- はだの丹沢クライミングパーク
- 犬遊びゾーン

## ギャラリー

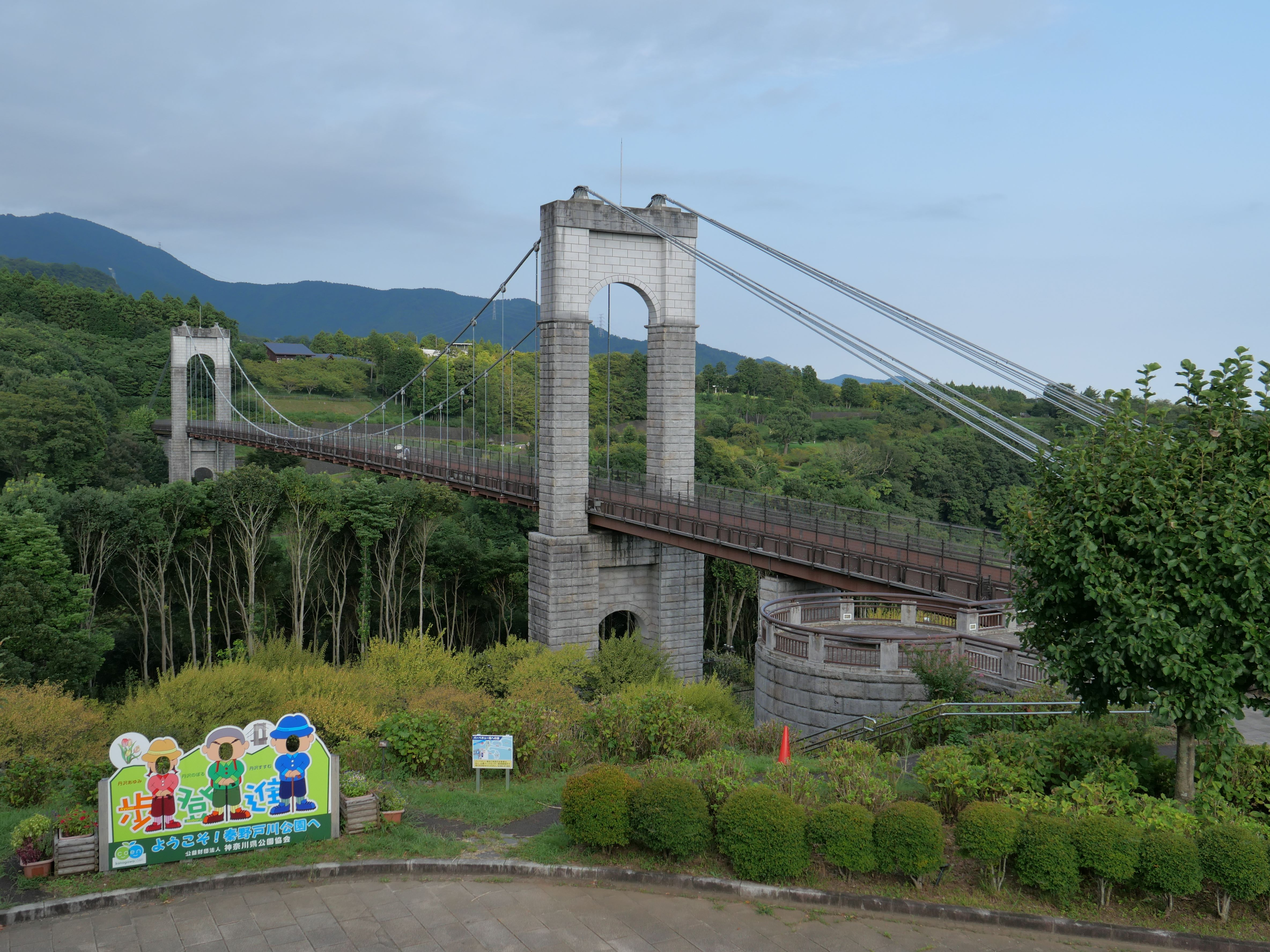
風の吊り橋、2024年9月撮影
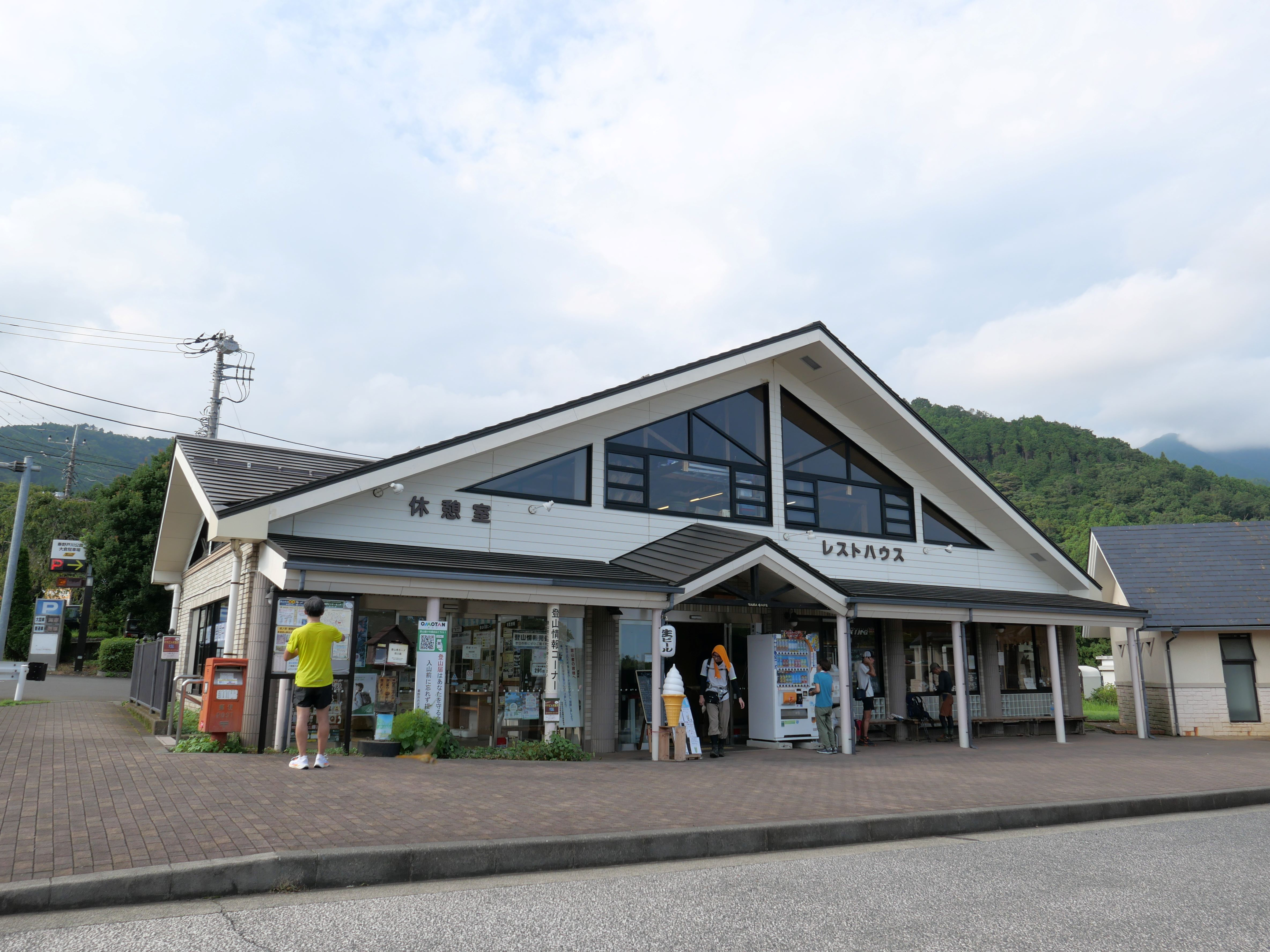
レストハウス、2024年9月撮影
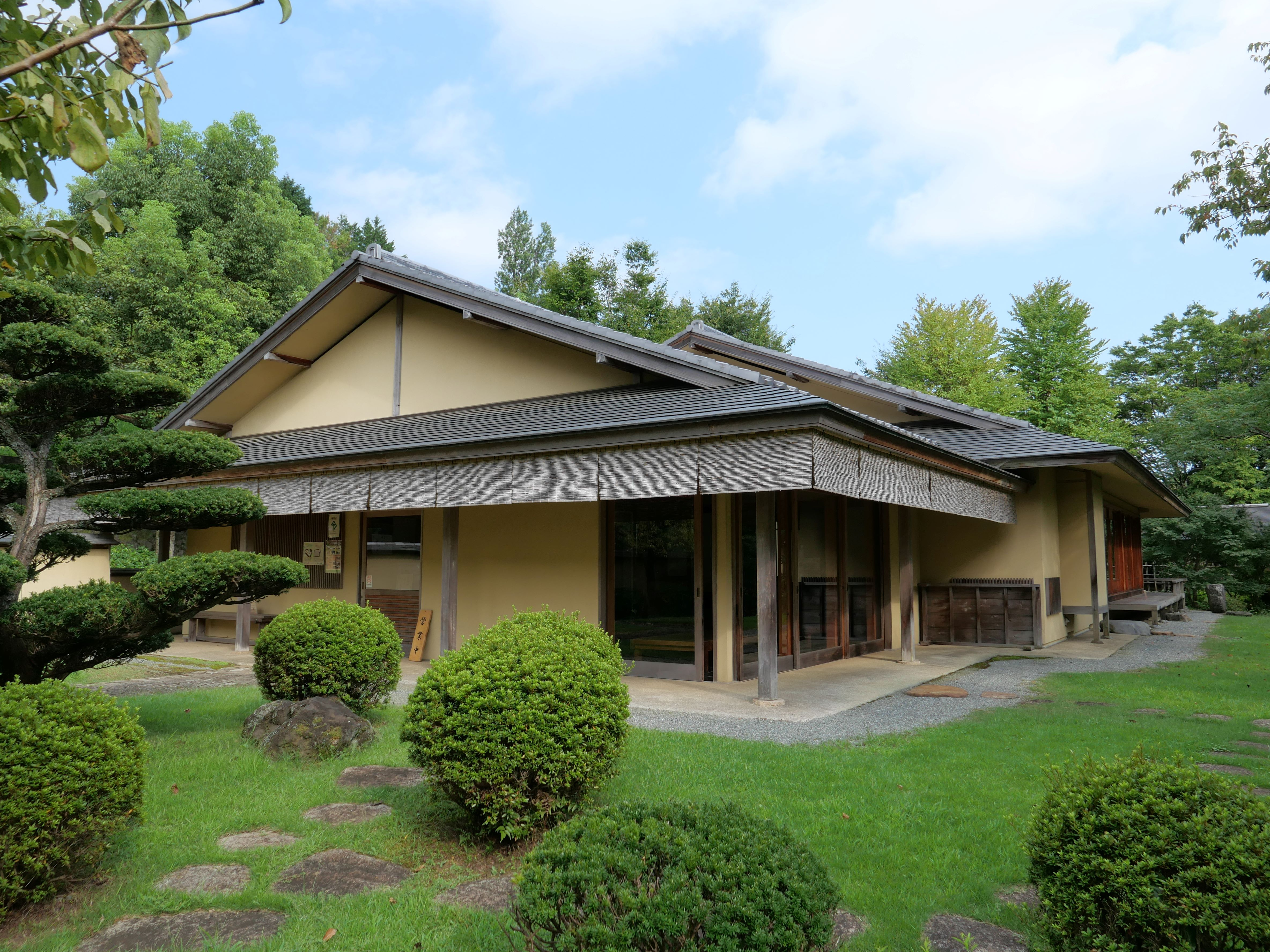
おおすみ山居、2024年9月撮影
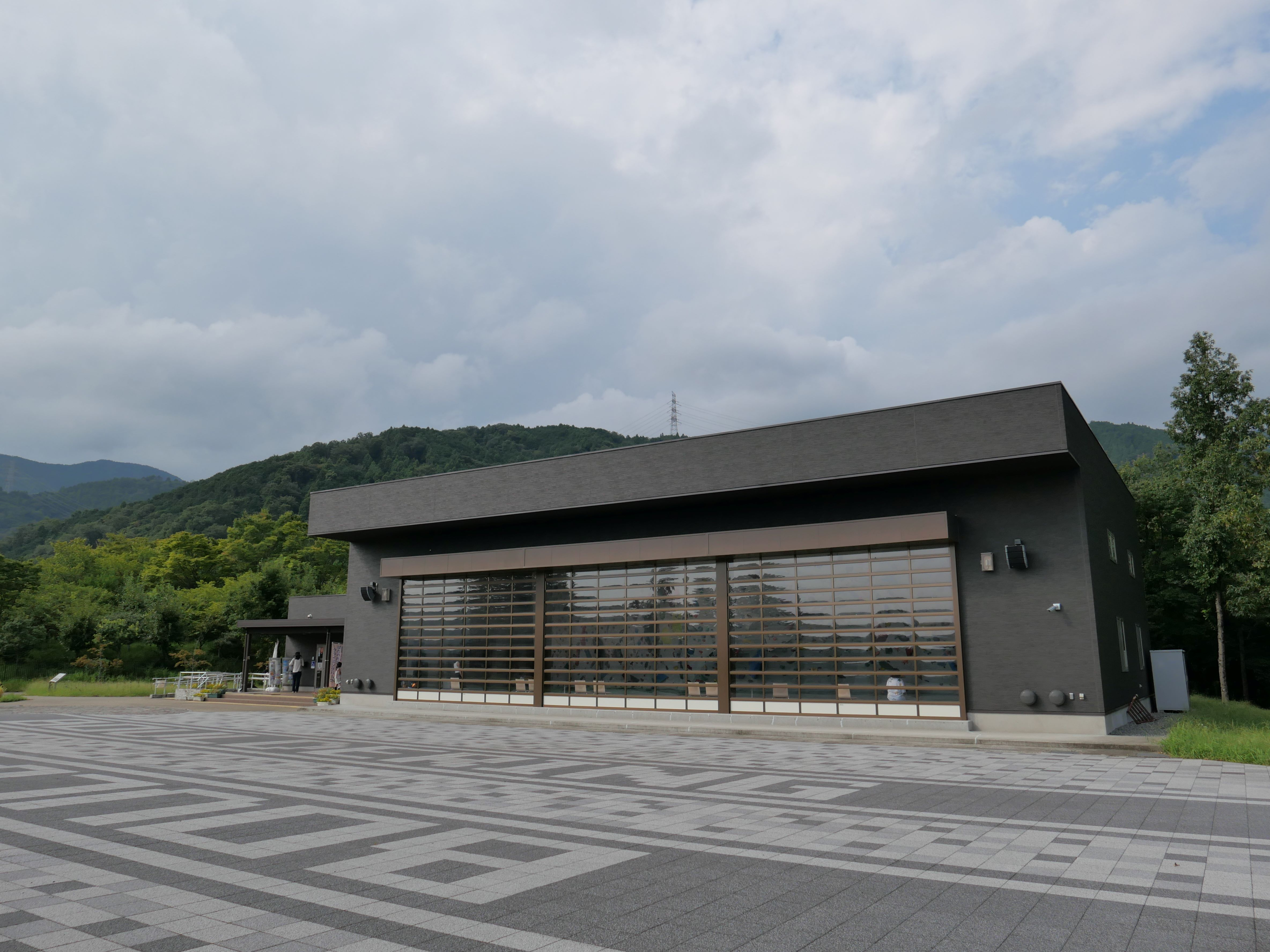
はだの丹沢クライミングパーク、2024年9月撮影
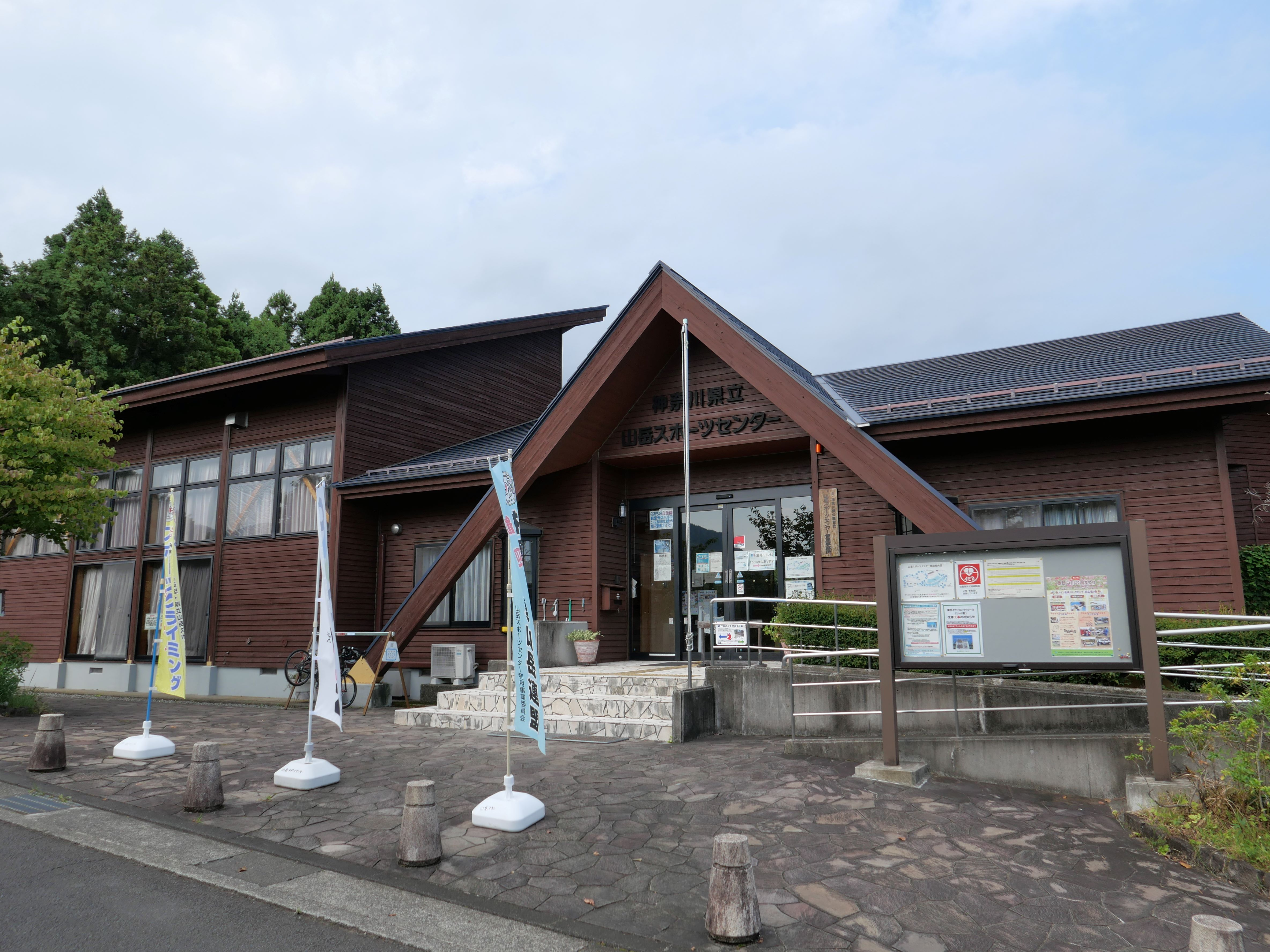
山岳スポーツセンター、2024年9月撮影
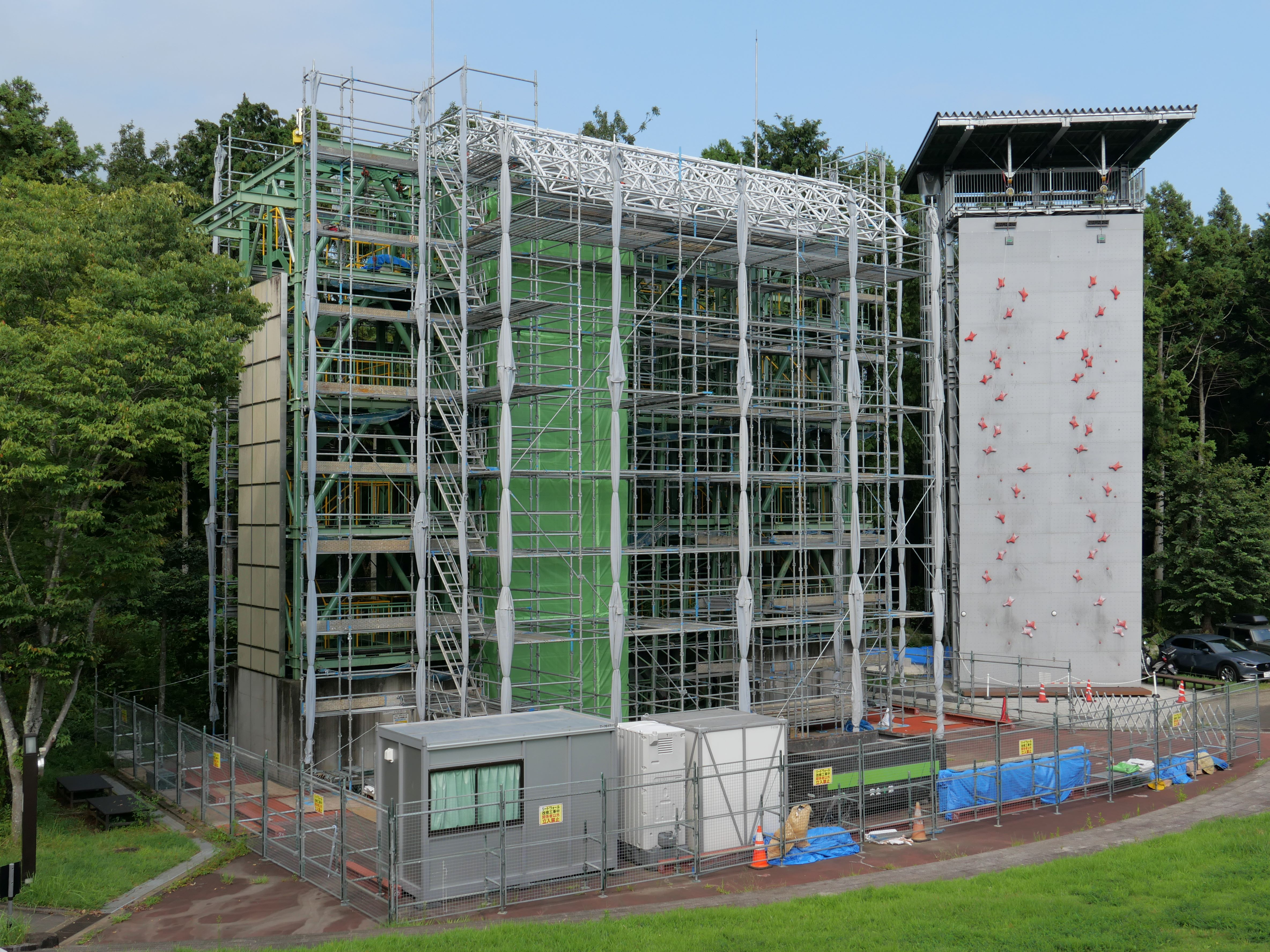
山岳スポーツセンタークライミングウォール（改修工事中）、2024年9月撮影

## アクセス
- 小田急小田原線渋沢駅から神奈川中央交通バス渋02「大倉」行に乗車して約15分で終点「大倉」下車すぐ。
- 自動車
  - 新東名高速道路秦野丹沢スマートインターチェンジから10分
  - 東名高速道路秦野中井インターチェンジから30分
  - 国道246号から堀川入口から10分
  - 駐車場　有料、利用時間8:00～21:00[9]
    - 大倉駐車場　中型車以上10台、普通車150台、二輪車10台
    - 水無川駐車場　普通車87台
    - 諏訪丸駐車場　普通車77台